# Cnemaspis roticanai
Espèce
Cnemaspis roticanai est une espèce de geckos de la famille des Gekkonidae.

## Répartition
Cette espèce est endémique des Langkawi au Kedah en Malaisie.

## Description
Cnemaspis roticanai mesure, queue non comprise, jusqu'à 46,7 mm pour les mâles et jusqu'à  46,6 mm pour les femelles.

## Publication originale
- Grismer & Onn, 2010 : Another new Rock Gecko (genus Cnemaspis Strauch 1887) from Pulau Langkawi, Kedah, Peninsular Malaysia. Zootaxa, n. 2419, p. 51–62.